# Araeolaimoides microphthalmus
Araeolaimoides microphthalmus är en rundmaskart som först beskrevs av De Man 1893.  Araeolaimoides microphthalmus ingår i släktet Araeolaimoides och familjen Axonolaimidae. Inga underarter finns listade i Catalogue of Life.